# Тантал (митология)
Вижте пояснителната страница за други значения на Тантал.
Тантал (на старогръцки: Τάνταλος, Tántalos; на латински: Tantalus) в древногръцката митология е прародител на Танталидите.
Той бил син на Зевс и нимфата Плуто. Бил лидийски или фригийски цар. Негова съпруга била океанидата Диона. Тантал и Диона са родители на Пелопс, Ниоба и Бротей.
Поради полубожествения си произход Тантал бил винаги добре дошъл на трапезата на боговете от Олимп. Той обаче откраднал нектар и амброзия, дал ги на хората и им разказал за тайните на боговете.
Веднъж, за да изпита всезнанието на боговете, той убил, нарязал на парчета и сварил сина си Пелопс и им го поднесъл на трапезата. Боговете разбрали ужасната истина и не докоснали храната. Само Деметра, тъжна и унесена заради отвлечената си дъщеря Персефона, не разбрала каква е храната и изяла част от рамото на момчето. По заповед на Зевс частите от тялото на младежа били събрани и сварени в свещен котел заедно с направено от Хефест рамо от слонова кост. Така Пелопс бил съживен. Оттогава при всички потомци на Пелопс се появявало блястящо бяло петно на едното рамо. По-късно Пелопс бил похитен от Посейдон и взет на Олимп.
Боговете обрекли Тантал на вечни мъки в подземното царство (оттук произлиза изразът танталови мъки). Тантал стоял във вода до шията, но щом ожаднеел и се наведял да пие, водата се снишавала и попивала в земята, която в миг изсъхвала. Около него висели клони, отрупани с плодове, но щом огладнеел и понечвал да си откъсне плод, бурен вятър отмествал клоните далече от него. Над главата му била надвиснала скала, която постоянно заплашвала да се срути и да го затисне. Така Тантал бил наказан с вечен глад, жажда и страх.
Митът за наказанието на Тантал принадлежи на орфическата митология, понеже в класическите гръцки представи не съществува живот след смъртта, в който мъртвите могат да бъдат наказвани или възнаграждавани. Тантал често се изобразява в южноиталийски гръцки вази с орфически сюжет, представящ подземното царство на Хадес и Персефона, в което грешниците търпят наказания, а праведните живеят заедно с боговете. В тези сюжети гладуващият под клона с плодове Тантал винаги е изобразяван в долния фриз заедно с други съгрешили митични герои, като Сизиф и Данаидите.